# Madalum
Madalum é um município de  terceira classe de renda municipal (d) na província Lanao do Sul, nas Filipinas. De acordo com o censo de 1 de maio  de  2020 possui uma população de 26 478 pessoas e 4 211 domicílios.